# Théorie de l'activité
Pour les articles homonymes, voir Activité.
 (janvier 2021).
 (janvier 2021).
Si vous disposez d'ouvrages ou d'articles de référence ou si vous connaissez des sites web de qualité traitant du thème abordé ici, merci de compléter l'article en donnant les références utiles à sa vérifiabilité et en les liant à la section « Notes et références ».

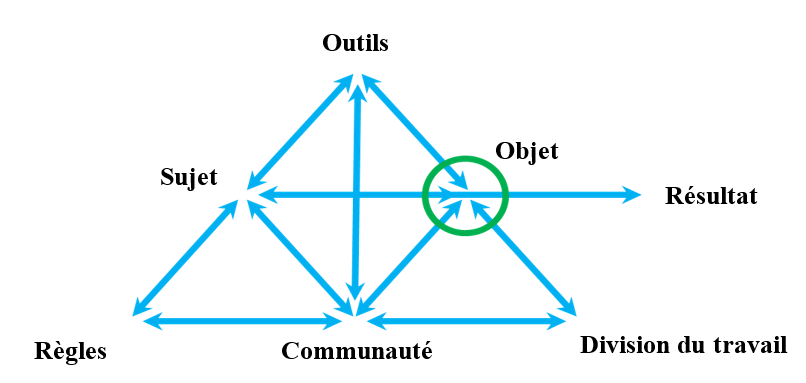
Un système d'activité adapté de Engeström (2001, p. 135)

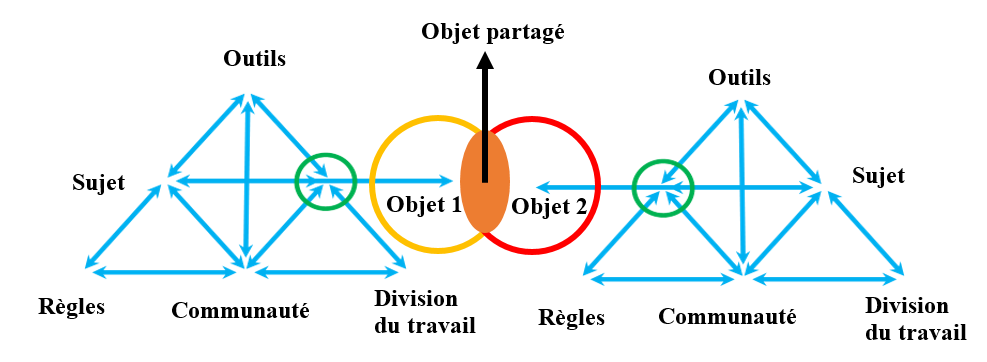
Deux systèmes d'activité ayant un objet partagé

La théorie de l'activité est une théorie activiste et interventionniste. Cette dernière a pour  base les travaux de psychologues russes tels que Lev Vygotski, Alexis Leontiev, Davydov, Ilenkov, et plus récemment, ceux de chercheurs finlandais comme Yrjö Engeström ou Virkkunen, ou français comme Yves Clot (Barma, 2008). Issue du contexte historique de la révolution russe du début du XXe siècle, sa particularité tient dans une posture dialectique qui met en avant les liens théorie-pratique (Ilenkov, 1982; Barma, 2008). 
Le congrès de l'International Society for Cultural-historical and Activity Research (ISCAR) a lieu tous les trois ans. Celui de Québec, au Canada, a eu lieu en août 2017 et avait pour thème Taking a 360° view of the landscape of cultural-historical activity research:The state of our scholarship in practice. 

## Histoire
On reconnaît la première génération de la théorie de l’activité issue des travaux de Vygotski qui souligne le rôle de la médiation dans l’activité. La seconde génération de la théorie de l’activité est inspirée des travaux de Leontiev qui considère que l’activité est collective. On retient alors la médiation socio-institutionnelle ainsi que les trois niveaux de l’activité des travaux de Leontiev. La troisième génération est une théorie historico-culturelle issue des travaux d’Engeström.

« En s’appuyant sur la notion de crise en psychologie, elle prend racine dans l’héritage de Vygotski et se penche sur l’étude de l’activité vue comme complexe et interdisciplinaire. La théorie de l’activité s’intéresse à l’activité humaine envisagée comme une activité sociale. Elle permet d’aborder et de chercher des réponses à des problèmes complexes, comme ceux liés au monde du travail ou ceux liés à l’apprentissage. Par exemple, en éducation, plusieurs membres d’une communauté éducative cherchent généralement à donner un sens à leurs actions afin d’améliorer la réussite scolaire, à intégrer de nouveaux outils d’enseignement, à optimiser les conditions de travail, en bref à mettre en place de nouvelles façons de faire »

— Barma, 2008

## Principes

### Première génération
La première génération permet de présenter le rapport de l’humain à son activité avec les objets et les acteurs de son environnement (Vygotski, 1985).
Il y a deux types d’instruments de médiation : les instruments techniques et les instruments psychologiques.

### Deuxième génération
La deuxième génération représente l’activité médiatisée. L’activité est collective et les actions sont individuelles.

#### Les trois niveaux de l’activité (Alexis Leontiev, 1978)
Activité : orientée vers l’objet, l’activité est menée par la communauté.
Action : orientée vers le but, l’action est menée par l’individu ou le groupe.
Opération : orientée vers les conditions de réalisation, l’opération est menée par un individu ou une machine.

### Troisième génération
La troisième génération est historiquement fondée et longitudinale.
Elle se concentre sur les systèmes d'activité orientés objet et médias par des artefacts comme unité d'analyse principale.
Le système d’activité permet l’analyse des contradictions au sein des systèmes d'activité et entre eux en tant que moteur du changement et du développement.
L’activité construit des zones de développement proximal orientées vers l’avenir dans les systèmes d’activité.
Le système d’activité favorise et analyse des cycles d’apprentissage expansif et permet d'apprendre ce qui n’est pas encore là.
La troisième génération utilise et développe des interventions formatrices telles que le laboratoire de changement en tant que ressource méthodologique centrale.

## Méthodologie
La théorie de l’activité peut servir de cadre théorique dans une recherche. Il y a différentes méthodologies qui y sont associées. Dans tous les cas, on vise un changement.

### Cinquième dimension
Permet de changer des méthodes de travail.

### Laboratoire du changement
Il touche l’activité. Il est utilisé lorsqu’il y a des changements majeurs à effectuer.
Trois supports sont utilisés : le miroir, l'idée et instrumentation ainsi que le modèle et la vision.

### Clinique de l'activité
Elle touche le niveau du travail en se concentrant particulièrement sur les actions.
On utilise le principe d’auto-confrontation dans la clinique de l’activité.